# Pierre Lallemand
Pour les articles homonymes, voir Lallemand.
 (août 2018).
 (mai 2018).
Si vous disposez d'ouvrages ou d'articles de référence ou si vous connaissez des sites web de qualité traitant du thème abordé ici, merci de compléter l'article en donnant les références utiles à sa vérifiabilité et en les liant à la section « Notes et références ».
Pierre Lallemand, né à Bruxelles, le 23 juillet 1959, est un architecte de bâtiments ainsi qu'un designer.

## Biographie
Architecte depuis 1983, Pierre Lallemand est cofondateur, en 1989, du cabinet d'architecture Art & Build. Il fut responsable, au sein de cette agence internationale, de la conception des projets jusqu’en 2010. Il s’illustre dans la réalisation de nombreux bâtiments tels que la Bibliothèque des Sciences Humaines de l’Université libre de Bruxelles ou la nouvelle « Solvay Brussels School ». Il est également coauteur de la rénovation du bâtiment du Berlaymont qui accueille le siège de la Commission européenne à Bruxelles.
Il a travaillé sur des projets comme Les luminaires Moonlight, les vélos sur-mesure Ecce Bikes ou encore la ligne de bateaux Ionic (en collaboration avec Michel Desjoyeaux).
Certaines de ses œuvres font partie de collections privées ou publiques reconnues tel que le MOMA de San Francisco. 
En 2015, il fonde Pierre Lallemand & Partners (PLPA), une structure dédiée à la projection et la conception du design architectural.

## Architecture

### Principales réalisations
- Belliard 40, Bruxelles, construction, Art & Build Architect, client : Cofinimmo
- Black Pearl, Bruxelles, construction, Art & Build Architect, client : Compagnie Immobilière de Belgique
- EFSA, Siège de l’autorité de la sécurité alimentaire européenne, Parme, construction, Art & Build en collaboration avec studio Valle Progettazioni (IT), client: European Food Safety Authority/Societa di Transformazione Urbana
- Musée de la Franc-Maçonnerie, Bruxelles, transformation, Art & Build Architect
- Solvay Brussels School, Bruxelles, construction, Art & Build Architect, client : Université Libre de Bruxelles/Solvay Bruxelles School
- Conseil de l'Europe, "New General Building" Agora, Strasbourg, construction, Art & Build en association avec Denu & Paradon (F), client : Council of Europe
- Conseil de l'Europe, direction de la qualité des médicaments, Strasbourg, construction, Art & Build en association avec Denu & Paradon, client : Council of Europe
- K2 complexes de bureaux et commerces, Luxembourg, construction, Art & Build Architect en association avec Tetra/Kayser (L), client : Codic
- Tour Covent Garden, Bruxelles, construction, Art & Build en association avec Montois Partners (B), client : Immobilière dru Royal Rogier/Covent Garden
- Tour Ellipse, Bruxelles, construction, Art & Build Architect en collaboration avec Montois Architects, client CIB/Fortid Real Estate
- Wiels, centre d’Art Contemporain, Bruxelles, rénovation, Art & Build Architect, client : Centre des arts contemporains/JCX Immo
- Tour North Galaxy, Bruxelles, construction, Art & Build en collaboration avec M. Jaspers (B) et Montois Partners Architects (B), client : North Galaxy (Atenor + CDP)
- UBS, Luxembourg, construction, Art & Build Architect
- Le bâtiment Jacques Delors, siège européen du CDR et du CESE, Bruxelles, rénovation, Art & Build en association avec P. Noël Architects, client : Cofinimmo
- Clearstream, Luxembourg, construction, Art & Build Architect
- Siège de Coca Cola et laboratoires, Bruxelles, construction, Art & Build Architect
- Le Central Plaza, tour Westbury, Bruxelles, reconstruction, Art & Build en collaboration avec Montois Partners (B), client : Egimo (B) & Compagnie Immobilière de Belgique
- Siège de l’entreprise J.Delens, Bruxelles, rénovation, Art & Build Architect
- Donation royale mémoriel roi Baudoin, Bruxelles, transformation , Art & Build Architect
- Berlaymont, siège de la commission européenne, Bruxelles, rénovation complète, Art & Build Architect en collaboration avec Steven Beckers, client : Berlaymont 2000
- Institut de Biologie et de médecine moléculaires, Charleroi, construction, Art & Build Architect
- Ecole européenne de Berkendael, Bruxelles, construction auvent, Art & Build Architect, client : Ministère des Travaux Publics/Régie des Bâtiments
- Bibliothèque des sciences humaines de l’Université Libre de Bruxelles, construction, Art & Build Architect, client : Université Libre de Bruxelles
- Musée de la médecine ULB, Bruxelles, construction, Art & Build Architect, client : Université Libre de Bruxelles/Facem

## Design

### Luminaire
- Ligne Hermès : mâts d'éclairage et ligne de mobilier urbain (banc, bornes, jardinières...)[1] pour l'entreprise Schreder.

### Voiliers
- 2000 - 2002 : le voilier Ionic 39
- 2004 : les voiliers Ionic 48 et Ionic 58
- Le voilier Ionic 40 (projet en cours)
- Le voilier Ionic 48 Carbon Racer (projet en cours)

## Principales publications
- 2017 : “The Wooden Bicycle, around the world” Images Publishing
- 2017 : “Utopie flottante” Édition Marot
- 2016 : “Pierre Lallemand, The sense of time lies in its memory” Édition Marot
- 2009 : “Art & Build - une approche humaniste à l’architecture“ Images Publishing
- 2009 : “Entre-Temps, Pierre Lallemand“ Prisme Édition
- 2007 : “Belgium, New Architecture 4” Prismes Éditions
- 2006 : “Belges en France” Éditions Racine
- 2004 : “Design 1945-2000” Éditions Racine
- 2001 : “50 personnalités d’exception en Wallonie et à Bruxelles“ Édition Renaissance du Livre
- 2000 : “Pierre Lallemand, Tchatche urbaine” CFC Éditions
- 1997 : “Pierre Lallemand, Le Vide, Le Temps, La Lumière” FI Éditions
- 1996 : “Wallonie nouvelles architectures” Prisme Éditions

## Principaux prix
- 2012 : prix BXL-Environnement Award dans la catégorie bâtiments exemplaire pour le “Black Pearl” à Bruxelles
- 2012 : prix Bruxelles Horta pour la Solvay Business School of Economics and Management, Bruxelles
- 2011 : prix MIPIM dans la catégorie meilleur business center, certifié HQE, pour le siège du Groupe Chèque Déjeuner, Gennevilliers
- 2008 : prix MIPIM dans la catégorie bâtiments tertiaires “Agora” New General Building of the Council of Europe, Strasbourg
- 2008 : prix BEX dans la catégorie développement durable “Agora”New General Building of the Council of Europe, Strasbourg
- 2008 : prix LEAF dans la catégorie bâtiments innovants “Agora” New General Building of the Council of Europe, Strasbourg
- 2008 : prix CTBUH dans la catégorie meilleur grand bâtiment pour le Covent Garden, Bruxelles
- 2008 : prix WAT dans la catégorie recyclage pour le Covent Garden, Bruxelles
- 2008 : prix LEAF pour le Covent Garden, à Bruxelles
- 2000 : prix PLEA dans la catégorie passive et faible énergie pour la rénovation du Berlaymont, le siège de la commission européenne, Bruxelles

## Expositions
- 2017 septembre : ”LIGNE, selection of ECCE and DISORDER” Galerie du Roi, Bruxelles
- 2013 : ”L’improbable dénominateur” Galerie Patrick Lancz, Bruxelles
- 2009 : "Pierre Lallemand - Entre-Temps", Association pour le Patrimoine artistique, Bruxelles
- 2005 : Design in Belgium after 2000, Grand Hornu, Belgique
- 2001 : Pierre Lallemand, centre Wallon d’art contemporain, Liège
- 2000 : Experiments, San Francisco, MOMA
- 2000 : “Tchatche urbaine ”, Pavillon des Passions Humaines, Musée du Cinquantenaire, Bruxelles
- 1998 : “le vide, le temps, la lumière” Tecno, Milan
- 1998 : “Epsilon” Via Montenapoleone, Milan
- 1998 : Design et luminaires, centre Wallonie-Bruxelles, Paris
- 1997-2000 : Expositions de luminaires et d'objets d'architectures, Bruxelles, Cologne, Paris, Milan
- 1997 : “Le Vide, Le Temps, La Lumière” Musée des Beaux-Arts d’Ixelles, Bruxelles
- 1992 : Lumière matière, Grand Hornu, Belgique
- 1987 : Moonlight, fondation pour l’architecture Bruxelles

## Acquisitions
- 2005 : acquisition de deux “objets d'architecture” par le musée d’Ixelles
- 1999 : acquisition de deux “objets d'architecture” par le musée d’art moderne de San Francisco (SFMOMA, département de l’architecture et du design)

## Conférences
- 2003 : “Architecture & Design” Université Libre de Bruxelles, CEPULB
- 2000 : “Technology watch and Innovation in the Construction Industry - Conceiving new low energy repetitive distribution stations for the next century” Belgian Building Research Institute (BBRI)
- 2000 : “The millennium conference on Passive and Low Energy Architecture – Architecture + City + Environment - Berlaymont building : The European Headquarters design to be a model of environmentally conscious building” PLEA 2000, University of Cambridge (UK)
- 1999 : “Les réalisations architecturales du bureau ART & BUILD” Université Catholique de Louvain, Institut polytechnique, département Architecture, Louvain
- 1999 : “The Greening of Commercial Property - Adding value to the office environment - Berlaymont HQ” QEII Conference centre, London
- 1999 : “Signalétique et mobilier urbain : pour une bonne intégration dans les espaces publics” Maison de l’Urbanisme du Brabant wallon, Ottignies
- 1999 : “Les Sentiers de l’Europe, espaces publics du quartier européen” Jones Lang La Salle, Hotel CONRAD, Bruxelles
- 1998 : “Les bureaux verts” Union Professionnelle des Architectes, Bruxelles
- 1998 : “Expo’98 HQ – Berlaymont” British Council of Officer, Dublin
- 1998 : “La rénovation du Berlaymont, siège de la Communauté européenne” Séminaires Laurence de Hemptinne, Bruxelles
- 1998 : “Les Sentiers de l’Europe, espaces publics du quartier européen” Séminaires Laurence de Hemptinne, Bruxelles
- 1998 : “Les Sentiers de l’Europe, espaces publics du quartier européen” COBATI, Bruxelles
- 1998 : “Natural Ventilation” British Engineering Association, Brighton (UK)
- 1994 : “La rénovation lourde de bâtiments anciens” CEIFICI, France